# Сеченово
Се́ченово — село в Нижегородской области, административный центр Сеченовского района и Сеченовского сельсовета.
Место рождения известного русского физиолога Ивана Михайловича Сеченова. Там жила породнившаяся с Сеченовыми семья Филатовых, из которой вышла целая плеяда деятелей мировой, русской и французской медицины, науки и культуры. С Тёплым Станом связаны детские и юношеские годы сподвижника адмирала C. О. Макарова, Героя Социалистического Труда академика А. Н. Крылова — одного из родственников и И. М. Сеченова и Филатовых. В Тёплом Стане, например, — корни имела родина братьев Ляпуновых — знаменитых русских академиков математика А. М. Ляпунова, знатока славянских языков Б. М. Ляпунова, а также композитора C. М. Ляпунова.

## География
Находится в 198 км от областного центра города Нижнего Новгорода, в 130 км от столицы Республики Мордовия города Саранска и в 170 км от столицы Республики Чувашия города Чебоксары, а также в 321 км от города Выкса.

## История
Основано в 1552 году царём Иваном Грозным во время его третьего похода на Казань. На речке Медянка, недалеко от её истока, войско Ивана Грозного раскинуло десятый по счёту стан. По преданию, в течение всего похода погода была ненастной, а перед десятой остановкой на ночлег она изменилась: стало тепло и солнечно. Царь Иван Грозный назвал десятый стан Тёплым, отсюда и пошло название Тёплый Стан. Заселение территории относится к XVI веку.
Село Тёплый Стан — ныне Сеченово — вошло в историю как родина многих замечательных учёных, деятелей культуры, искусства, военачальников.

Может быть, тут сказалась, с одной стороны, наследственность, а с другой — влияние Ивана Михайловича Сеченова и того уважения, которым он пользовался как среди обширной родни, так и всех его знавших.— Из воспоминаний А. Н. Крылова.
Первым владельцем Тёплого Стана был Осип Иванович Ермолов, который был глубоко верующим человеком. В 1631 году, за несколько лет перед смертью, Осип Иванович Ермолов постригся в монахи и ушёл в Благовещенский монастырь, подарив ему значительную часть своего теплостанского поместья, а оставшуюся часть поделил между сыновьями Александром, Михаилом и Родионом.
Родион Ермолов ходатайствовал перед наместником Алатырской провинции о переименовании Тёплого Стана в село Родионовское и, хотя просьбу его отклонили, он по заведённому в то время порядку официально внёс в реестр своё поместье в Тёплом Стане под названием «Родионовское».
В 1752 году Дмитрий Сеченов передал своё имение брату Ивану Андреевичу, костромскому дворянину, отставному капралу, от которого оно затем перешло к деду великого русского просветителя и физиолога И. М. Сеченова — Алексею Ивановичу Сеченову. После смерти последнего теплостанское имение переходит по наследству к Михаилу Алексеевичу Сеченову, отцу И. М. Сеченова.
Вторая часть теплостанского поместья дробилась между многими наследниками Ермоловых. Земли закладывались, продавались и выкупались; в качестве приданого части поместных и вотчинных земель выделялись дочерям, выходящим замуж за гвардейских офицеров, статских и титулярных советников.
В 1752 году Фёдор Иванович Ермолов объединил в единое владение все поместья в Тёплом Стане, ранее принадлежавшие клану Ермоловых, утративших по разным причинам прямую связь со своими имениями. К этому времени Ф. И. Ермолову также принадлежали крупные поместья в селах Черновском и Апраксине, ныне расположенных в Большеболдинском районе Нижегородской области.
После смерти Ф. И. Ермолова в 1786 году Теплостанская вотчина переходит к его сыну — Нилу Фёдоровичу, екатерининскому генерал-интенданту, разбогатевшему на скупке поместий и вотчин у разорявшихся дворян.
В 1800 году, в тридцатилетнем возрасте, Михаил Филатов в чине подполковника вышел в отставку и женился на Елизавете Ниловне Ермоловой — дочери генерала. Все теплостанское имение Нил Ермолов подарил дочери и зятю. С этого времени вторая половина Тёплого Стана стала принадлежать Михаилу Фёдоровичу Филатову.
Сеченовы и Филатовы стали соседями по Тёплому Стану. Хотя расстояние между усадьбами было невелико, сначала семьи не дружили. Главы этих семейств, как пишет И. М. Сеченов, находились «в контрах». Причиной тому была женитьба Михаила Алексеевича Сеченова на крепостной крестьянке. Впоследствии младший сын гвардейского офицера Филатова Пётр Михайлович, также гвардейский офицер, подполковник, выйдя в сорокалетнем возрасте в отставку, повторил поступок соседа: в 1875 году он женился на шестнадцатилетней крестьянке из дворовых слуг своего имения.
Дружба между семьями Сеченовых и Филатовых стала формироваться лишь после смерти М. А. Сеченова в 1839 году. Позже между Сеченовыми и Филатовыми возникли родственные отношения.
В 1830 году на средства Сеченовых и Филатовых была возведена каменная четырёхпрестольная церковь (главный алтарь – в честь Владимирской иконы Божией Матери, и в приделах: в одном – во имя Архистратига Божия Михаила, в другом – в честь Ахтырской иконы Божией Матери, и в трапезе – во имя Святителя и Чудотворца Николая). К нашему времени сооружение не сохранилось: в 1930 году церковь была закрыта, а в 1937 году разрушена. На её месте в 1994 году был заложен новый храм (Владимирской иконы Божией Матери). В 1996 году новый храм был освящён.
С конца XVI века по начало XX века Теплостанская земля входила в состав Курмышского и Алатырского уезда Симбирской губернии в течение почти четырёх веков, до 1929 года.
В 1929 году был образован Теплостанский район в составе Нижегородского края. С июля 1929 по сентябрь 1930 года район входил в состав Арзамасского округа. В годы Великой Отечественной войны на полях сражений воевало 15 737 теплостанцев, 9380 из которых не вернулись домой. Высшей степени боевого отличия — звания «Героя Советского Союза» удостоены 5 местных жителей: Фёдор Сергеевич Культин, Владимир Александрович Митряев, Иван Фёдорович Андреев, Даниил Александрович Косов и Александр Ефимович Гришин. К 40-летию со дня смерти великого русского учёного Ивана Михайловича Сеченова 24 ноября 1945 года Указом Президиума Верховного Совета РСФСР село Тёплый Стан в честь родившегося здесь великого русского учёного Ивана Михайловича Сеченова переименовано в село Сеченово, а район стал называться Сеченовским.
С именем Сеченова связано выведение коэффициента Сеченова, необходимого для расчётов при транспортировке и добыче газа, создание первой всероссийской физиологической школы, которая формировалась и развивалась в медико-хирургической академии, Новороссийском, Петербургском и Московском университетах, Бестужевских курсах, а не в одном-двух университетах, как было прежде. В медико-хирургической академии Сеченов впервые после Казанской физиологической школы и независимо от неё ввёл в лекционную практику метод демонстрации эксперимента. В 1952 году в центре села установлен мраморный скульптурный бюст великого учёного работы скульптора С. Д. Меркурова.
С ноября 1983 года развитие села Сеченово тесно связано со строительством газокомпрессорной станции КС-24 газопровода «Уренгой — Помары — Ужгород». Начиная с того времени Сеченовское линейное производственное управление магистральных газопроводов (ЛПУМГ) — самое крупное предприятие в районе. Вокруг него вырос благоустроенный посёлок, благодаря ему село выросло более чем в два раза, в нём были построены социально-культурные объекты: детский сад, школа, дом культуры, спортивный комплекс и плавательный бассейн.

## Население
| 1959 | 1970  | 1979  | 1989  | 2002  | 2010  | 2021  |
| ---- | ----- | ----- | ----- | ----- | ----- | ----- |
| 2042 | ↘2024 | ↗2588 | ↗4085 | ↗5239 | ↗5263 | ↗5428 |

### Известные жители
1. Агафонов, Сергей Фёдорович — подполковник Советской Армии, кавалер ордена Александра Невского.
2. Беляров, Иван Павлович — полковник-инженер войск связи, профессионал-инженер КБ "Салют", участник Великой Отечественной войны, кавалер ордена Красной Звезды, кавалер ордена Знак Почёта.
3. Воскресенский, Михаил Григорьевич — священник Русской православной церкви, в 2000 году включён в Собор новомучеников и исповедников Российских.
4. Генералов, Николай Андреевич — полковник Советской Армии, доцент кафедры Основ марксизма-ленинизма Московского авиационного института, участник Великой Отечественной войны, кавалер Ордена Ленина, кавалер ордена Боевого Красного Знамени, трижды кавалер ордена Красной Звезды, кавалер ордена Знак Почёта.
5. Данилин, Альберт Дмитриевич — художник, член Союза художников России.
6. Данилин, Дмитрий Николаевич — художник, искусствовед, педагог.
7. Ефремов, Иван Дмитриевич — подполковник танковых войск, участник Великой Отечественной войны, кавалер ордена Красной Звезды.
8. Земсков, Владимир Иванович — подполковник Советской Армии, кавалер ордена Александра Невского.
9. Козлов, Александр Иванович — врач, капитан медицинской службы, участник Великой Отечественной войны, кавалер ордена Боевого Красного Знамени.
10. Максимов, Евгений Павлович — советский и российский режиссёр-постановщик, народный артист России.
11. Родионов, Василий Сергеевич — пехотный прапорщик войск Российской Империи, командир Красной Армии, участник Первой Мировой войны, Гражданской войны, полный кавалер ордена Георгиевского Креста.
12. Сеченов, Иван Михайлович — учёный-медик с мировым именем, физиолог, психолог. Заслуженный профессор, академик Императорской академии наук, доктор медицины, доктор зоологии. Основоположник отечественной физиологии и психологии, создатель первой российской физиологической научной школы и естественно-научного материалистического направления в психологии. Лауреат Демидовской премии, кавалер ордена Святого Владимира, ордена Святой Анны и ордена Святого Станислава.
13. Сеченов, Рафаил Михайлович — мировой посредник, знаток арабско-персидской грамоты и словесности, фотограф.
14. Филатов, Дмитрий Петрович — российский и советский учёный, эмбриолог, доктор биологических наук, профессор, основатель кафедры эмбриологии в МГУ им. Ломоносова.
15. Фредерикс, Георгий Николаевич — российский и советский учёный, геолог и палеонтолог, магистр геологии и минералогии, профессор, первый декан технического факультета Пермского университета.
16. Шекуров, Василий Александрович — авиационный бортмеханик I класса, участник Великой Отечественной войны, кавалер ордена Красной Звезды.

## СМИ
Районная газета «Борьба»
Районная газета «Борьба» основана в 1931 году. На протяжении всего времени не меняла своего названия. Выходит два раза в неделю. Объём — один печатный лист. На полосах газеты «Борьба» освещаются политические, сельскохозяйственные, экономические, социально-бытовые темы, а также проблемы культуры, образования, молодёжного досуга, спорта и другие.
Литературная жизнь
С ноября 2008 года в районе действует общественное литературное объединение «Теплостанские родники».

## Памятные места
На территории Сеченовского района находится несколько памятников историко-культурного наследия:
— церковь Иконы Богоматери — троеручицы (год постройки — 1900, выполнена из дерева, единственный действующий храм на территории района в годы Советской власти);
— храм Александра Невского (год постройки — 1791, возведен по проекту знаменитого российского зодчего В. И. Баженова);
— Вознесенская церковь (год постройки — 1785, старейшее культовое сооружение на территории района);
— Красноостровская мечеть (год постройки — 1901, старейшая каменная мечеть на территории района и на территории Нижегородской области).
Село Сеченово — родина знаменитого русского физиолога И. М. Сеченова. В селе есть краеведческий музей имени И. М. Сеченова, на площади Советской в центре села установлен бюст выдающемуся земляку. В 2007 году около спорткомплекса в с. Сеченово установлен бюст ещё одному земляку — великому русскому борцу и авиатору И. М. Заикину.
Сеченовская земля богата целебными источниками, что создаёт предпосылки для развития туризма и паломничества. На границе с Мордовией расположено одно из паломнических мест — Старцев Угол (бывшая Спасо-Преображенская пустынь). В Старцевом Углу имеется несколько целебных источников. Целебные источники имеются также около села Болтинка (Болти́нский родник). Вода из Болтинского родника используется для промышленного производства питьевой воды. В селе Верхнее Талызино функционирует родник «Вознесенский ключ», пользующийся популярностью у жителей района.

## Авиакатастрофа
Катастрофа Ан-2 в Сеченово